# Vlastibor Klimeš
Vlastibor Klimeš (* 17. August 1953 in Prag) ist ein tschechischer Basketballtrainer und ehemaliger -spieler. Als Nationalspieler seines Heimatlandes gewann er zwei Bronzemedaillen bei Basketball-Europameisterschaften und war Teilnehmer der Olympischen Spiele 1980. Als Basketballtrainer war er insbesondere mit der Damenmannschaft Wolfenbüttel Wildcats erfolgreich, mit der er 2012 deutscher Meister wurde.

## Karriere
Klimeš spielte in seiner Heimatstadt Prag für den renommierten Verein Slavia, der neben nationalen Meisterschaften 1969 den Europapokal der Pokalsieger gewonnen hatte. Nach der WM 1974 rückte er in den Kader der tschechoslowakischen Nationalmannschaft und war bis auf die Olympischen Spiele 1976 in allen Endrundenkadern der Nationalmannschaft bis inklusive der WM 1982 vertreten. Bei der EM-Endrunde 1977 gewann man alle Vorrundenspiele unter anderem auch gegen Olympiazweiter und Titelverteidiger Jugoslawien, verlor jedoch das Halbfinale gegen den Weltmeister und Olympiadritten Sowjetunion. Im „kleinen Finale“ sicherte man sich gegen Italien die Bronzemedaille. Bei der folgenden WM 1978 verpasste man knapp die Zwischenrunde und gewann alle fünf Spiele der Platzierungsrunde, so dass man am Ende den neunten Platz belegte. Bei der EM-Endrunde 1979 gewann man alle Vorrundenspiele unter anderem gegen Gastgeber Italien, doch in der Finalrunde verlor man alle Spiele, unter anderem nach Verlängerung gegen den späteren Vize-Europameister Israel. So reichte es nur noch zum erneuten Einzug in das kleine Finale, wo man dem amtierenden Weltmeister Jugoslawien wie in der Zwischenrunde unterlag.
1980 war dann auch Klimeš im Olympiakader der Tschechoslowakei vertreten, nachdem seine Ehefrau Dana Klimešová, geb. Ptáčková, bereits vier Jahre zuvor als tschechoslowakische Basketball-Nationalspielerin in Montreal 1976 vertreten gewesen war. Beim olympischen Turnier 1980 verlor die Tschechoslowakei zum Auftakt knapp mit zwei Punkten Unterschied gegen Brasilien und verpasste so nach einer weiteren Niederlage gegen Gastgeber Sowjetunion die Finalrunde. Nach zwei weiteren Niederlagen in der Platzierungsrunde belegte man am Ende nur den neunten Platz. Bei der folgenden EM-Endrunde 1981 im eigenen Land verlor man als Gastgeber in der Vorrunde ein Spiel gegen Spanien. In der Zwischenrunde folgten zwei weitere Niederlagen gegen Sowjetunion und Jugoslawien, so dass es gerade noch – zum dritten Mal hintereinander – zum Einzug in das kleine Finale reichte. Hier konnte man Spanien diesmal besiegen und sich vor eigenem Publikum die Bronzemedaille sichern. Bei der WM 1982 war Klimeš noch einmal im Nationalkader vertreten. Ein Vorrundensieg gegen Uruguay reichte nicht zum Einzug in die Finalrunde. In der Platzierungsrunde war man wie vier Jahre zuvor erneut siegreich, verlor aber das letzte Turnierspiel gegen Brasilien und belegte so am Ende diesmal nur den zehnten Platz.
Klimeš wurde später in der Bundesrepublik Deutschland heimisch und arbeitete nach seiner aktiven Karriere als Spieler als Trainer von Basketballmannschaften. So trainierte er unter anderem bis 2003 die Zweitligamannschaft der BG 74 in Göttingen, wo er als Hausmeister und Hallenwart am Felix-Klein-Gymnasium angestellt ist. Anschließend wechselte er zum Ligakonkurrenten Dukes aus Wolfenbüttel. Nach zwei Jahren wechselte er zurück nach Göttingen, wo er diesmal Trainerassistent der Damenmannschaft des Vereins in der 1. Damen-Basketball-Bundesliga wurde. In der Saison 2006/07 löste er Cheftrainer Mahmut Ataman von seinem Posten ab und trainierte die Mannschaft bis zum Ende der Saison 2008/09. Nach finanziellen Problemen, die schon ein Jahr zuvor aufgetreten waren, wurde dem Verein am Ende der Spielzeit die Lizenz entzogen. Nach einem Jahr kehrte Klimeš nach Wolfenbüttel und wurde auch hier Trainer der Damen-Erstliga-Mannschaft Wildcats. Doch ähnlich wie die Herrenmannschaft Dukes und die Damen der BG 74 Göttingen war auch dieser Verein ein Jahr später illiquide, wobei die Lizenz auf den neuen Verein BV Wolfenbüttel übertragen werden konnte. Am Ende der folgenden Spielzeit 2011/12 wurde Klimeš mit der Mannschaft, die weiterhin unter dem Namen Wildcats antrat, deutscher Meister. Doch nur ein Jahr später spielte man nur noch die Hauptrunde der Saison 2012/13, bevor man nach erneuter Illiquidität endgültig die Lizenz zurückgab.
Klimeš und seine Frau Dana haben ebenfalls im Basketball erfolgreiche Kinder. Während ihre Tochter Zuzana Klimešová (* 1979) ebenfalls Olympiateilnehmerin für Tschechien bei den Olympischen Spielen 2004 war und in der US-Profiliga WNBA spielte, ist ihr Sohn Martin für Klimeš ehemalige Mannschaft in Prag aktiv, die nun unter dem Namen USK spielt und vom ehemaligen Braunschweiger Basketball-Bundesliga-Trainer Ken Scalabroni trainiert wird.